# 음력 10월 2일
음력 10월 2일은 음력 10월의 2번째 날이다.

## 사건
- 1855년 - 안세이 대지진
- 2014년 - 일본 나가노현에서 규모 6.8의 강진이 발생해서 39명이 부상당하였다.

## 문화
- 1434년 - 조선에서 자격루를 설치하여 공식 사용하기 시작함.
- 1980년 - 한국방송공사 텔레비전(현 KBS 1TV)에서 전국노래자랑 첫방송.
- 2011년 - 신분당선 개통. (강남 ~ 정자 구간)

## 탄생
- 1979년 - 대한민국의 가수 김동완 (신화).
- 1981년 - 대한민국의 래퍼 마부스 (일렉트로보이즈).
- 1986년 - 대한민국의 가수,뮤지컬 배우 허영생(SS501).
- 1989년 - 대한민국의 가수 신용재.

## 같이 보기
- 음력 360일: 1월 2월 3월 4월 5월 6월 7월 8월 9월 10월 11월 12월
- 전날:10월 1일 다음날:10월 3일 - 전달:9월 2일 다음달:11월 2일
- 양력:10월 2일
- 음력, 윤달